# Skultuna socken
Skultuna socken i Västmanland ingick i Norrbo härad, uppgick 1967 i Västerås stad och området ingår sedan 1971 i Västerås kommun och motsvarar från 2016 Skultuna distrikt och ingår i Skultuna kommundel.
Socknens areal är 89,32 kvadratkilometer, varav 88,39 land. År 2000 fanns här 3 554 invånare. Tätorten och kyrkbyn Skultuna med sockenkyrkan Skultuna kyrka ligger i socknen.

## Administrativ historik
Skultuna socken har medeltida ursprung.
Vid kommunreformen 1862 övergick socknens ansvar för de kyrkliga frågorna till Skultuna församling och för de borgerliga frågorna till Skultuna landskommun. Landskommunens utökades 1952 och uppgick 1967 i Västerås stad som 1971 ombildades till Västerås kommun. Församlingen uppgick 2006 i Norrbo församling.
1 januari 2016 inrättades distriktet Skultuna, med samma omfattning som församlingen hade 1999/2000.  
Socknen har tillhört fögderier, tingslag och domsagor enligt vad som beskrivs i artikeln Norrbo härad.  De indelta soldaterna tillhörde Västmanlands regemente, Livkompaniet, Livregementets grenadjärkår, Västerås kompani och Livkompaniet.

## Geografi

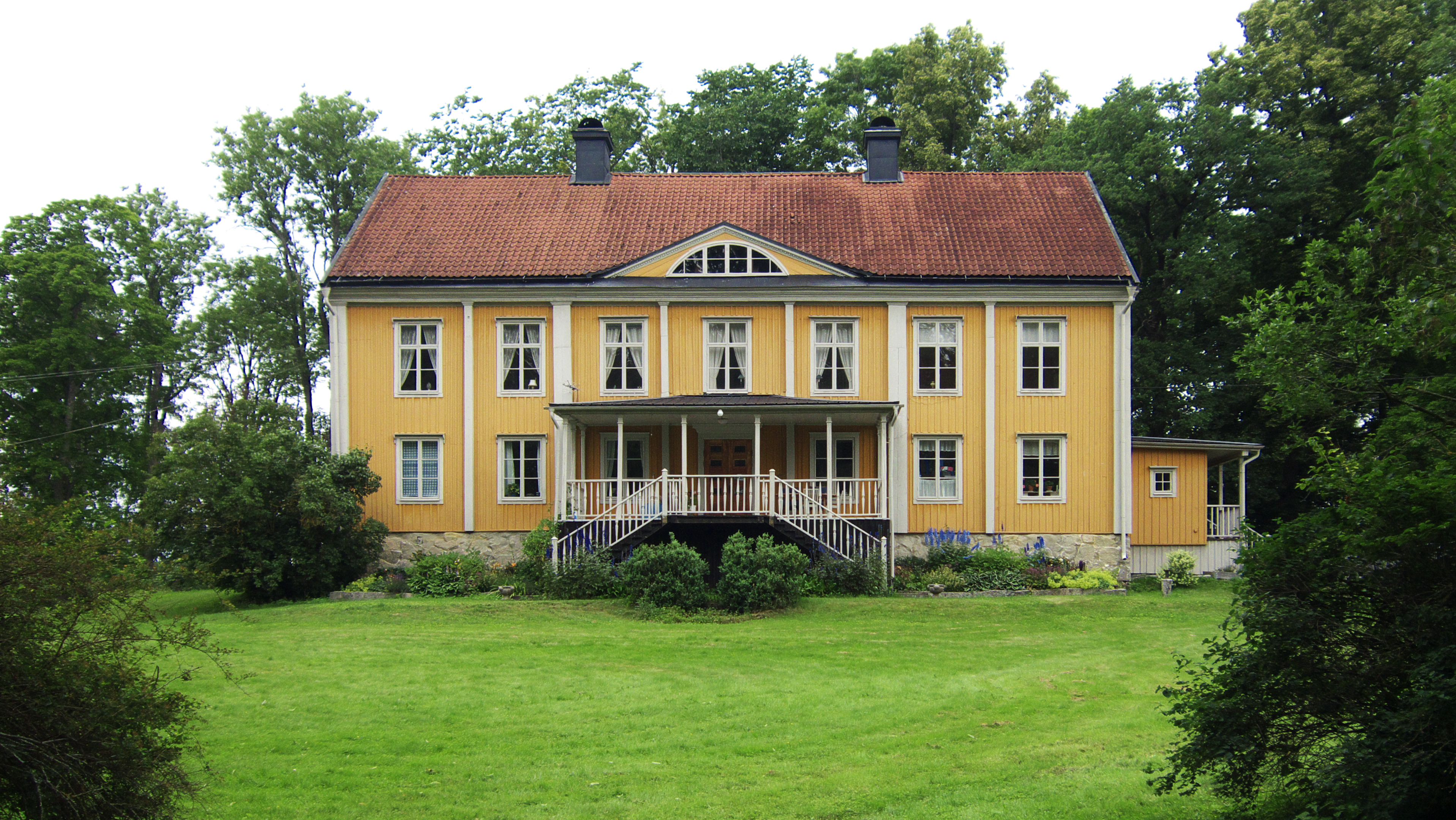
Frövi översteboställe i Skultuna socken.

Skultuna socken ligger nordväst om Västerås kring Svartån. Socknen är en odlingsbygd vid ån och i övrigt en småkuperad skogsbygd.

## Fornlämningar
Bronsåldern representeras av spridda gravar samt skålgropar och en del skärvstenshögar. Från järnåldern är 20 små gravfält. Vidare finns två fornborgar och två runstenar.

## Namnet
Namnet (1330-talet Skultunum) kommer från kyrkbyn. Efterleden är tuna, 'inhägnad'. Förleden kan möjligen innehålla ett ord besläktat med skvalpa.

## Befolkningsutveckling
| Befolkningsutvecklingen i Skultuna socken 1780–1990                                                     | Befolkningsutvecklingen i Skultuna socken 1780–1990 | Befolkningsutvecklingen i Skultuna socken 1780–1990 | Befolkningsutvecklingen i Skultuna socken 1780–1990 | Befolkningsutvecklingen i Skultuna socken 1780–1990 |
| --- | --------------------------------------------------- | --------------------------------------------------- | --------------------------------------------------- | --------------------------------------------------- |
| |                                                     |                                                     |                                                     |                                                     |
| År |                                                     |                                                     | Folkmängd                                           |                                                     |
| 1780 | 1780                                                |                                                     | 1 216                                               |                                                     |
| 1790 | 1790                                                |                                                     | 1 152                                               |                                                     |
| 1800 | 1800                                                |                                                     | 1 185                                               |                                                     |
| 1810 | 1810                                                |                                                     | 1 357                                               |                                                     |
| 1820 | 1820                                                |                                                     | 1 392                                               |                                                     |
| 1830 | 1830                                                |                                                     | 1 398                                               |                                                     |
| 1840 | 1840                                                |                                                     | 1 497                                               |                                                     |
| 1850 | 1850                                                |                                                     | 1 689                                               |                                                     |
| 1860 | 1860                                                |                                                     | 1 522                                               |                                                     |
| 1870 | 1870                                                |                                                     | 1 774                                               |                                                     |
| 1880 | 1880                                                |                                                     | 1 897                                               |                                                     |
| 1890 | 1890                                                |                                                     | 1 970                                               |                                                     |
| 1900 | 1900                                                |                                                     | 2 726                                               |                                                     |
| 1910 | 1910                                                |                                                     | 2 493                                               |                                                     |
| 1920 | 1920                                                |                                                     | 2 385                                               |                                                     |
| 1930 | 1930                                                |                                                     | 2 091                                               |                                                     |
| 1940 | 1940                                                |                                                     | 1 949                                               |                                                     |
| 1950 | 1950                                                |                                                     | 2 308                                               |                                                     |
| 1960 | 1960                                                |                                                     | 3 428                                               |                                                     |
| 1970 | 1970                                                |                                                     | 4 271                                               |                                                     |
| 1980 | 1980                                                |                                                     | 3 959                                               |                                                     |
| 1990 | 1990                                                |                                                     | 3 705                                               |                                                     |
| Anm: Källor: Umeå universitet - Tabellverket 1749-1859, Demografiska databasen, CEDAR, Umeå universitet |                                                     |                                                     |                                                     |                                                     |